# Bastian Swillims
Bastian Swillims (ur. 9 grudnia 1982 w Dortmundzie) – niemiecki lekkoatleta, sprinter.
W 2012 ogłosił zakończenie kariery (z powodu kontuzji ostatni profesjonalny start Swillimsa miał miejsce w 2010).

## Osiągnięcia
- srebrny medal Mistrzostw Świata Juniorów (Sztafeta 4 x 400 m, Santiago 2000)
- brąz Mistrzostw Europy juniorów (Bieg na 400 m, Grosseto 2001)
- srebrny medal młodzieżowych mistrzostw Europy (sztafeta 4 x 400 m, Bydgoszcz 2003)[2][3]
- 7. miejsce na Igrzyskach olimpijskich (Sztafeta 4 x 400 m, Ateny 2004)
- srebrny medal Halowych Mistrzostw Europy w Lekkoatletyce (Bieg na 400 m, Birmingham 2007)[4]
- 3. miejsce podczas Superligi Pucharu Europy (Bieg na 400 m, Monachium 2007) podczas tych zawodów startował również w sztafecie 4 x 400 metrów, która zajęła 2. lokatę

## Rekordy życiowe
- Bieg na 300 metrów – 32,98 (2002)
- Bieg na 400 metrów – 45,44 (2007)
- Bieg na 400 metrów (hala) – 45,62 (2007)